# Treat Myself (Victoria Justice)
Treat Myself è un singolo della cantante statunitense Victoria Justice, pubblicato l'11 dicembre 2020.

## Tracce
Testi di Victoria Justice, Jonny Pakfar, Shane Eli Abrahams, Tayler Buono, musiche di Campfire.
1. Treat Myself – 2:42

## Video musicale
Il video musicale del brano è stato pubblicato il 16 dicembre 2020. Nel video si vede la cantante interagire con se stessa.